# Miel van Leijden
Miel van Leijden (vollständiger Name Emile Victor van Leijden, * 20. Dezember 1885; † 4. Juni 1949) war ein niederländischer Fußballspieler.

## Karriere
Er spielte von Juni 1910 bis Juli 1911 als Abwehrspieler beim HVV Den Haag und bestritt am 16. Oktober 1910 ein Länderspiel für die niederländische Fußballnationalmannschaft, unter Trainer Jimmy Hogan, gegen die deutsche Fußballnationalmannschaft.